# Pachira morae
Pachira morae är en malvaväxtart som beskrevs av Fern.Alonso. Pachira morae ingår i släktet Pachira och familjen malvaväxter. Inga underarter finns listade i Catalogue of Life.